# Duhan van der Merwe
Duhan van der Merwe (* 4. června 1995 George) je ragbista hrající na pozici levého křídla za skotskou reprezentaci a skotský klub Edinburgh. 
Vyrůstal v Jihoafrické republice a za Skotsko mohl začít hrát od léta 2020, když splnil podmínku tříletého pobytu v zemi. V sezoně 2019–20 byl vybrán do nejlepší sestavy PRO12.
Během Six Nations 2021 položil nejvíce pětek (5). Na Six Nations 2024 si připsal také 5 pětek a s Irem Sheehanem jich položil nejvíce. Zúčastnil se MS 2023. V témže roce položil v zápase Six Nations proti Anglii pětku, kterou World Rugby vybrala jako nejlepší pětku roku. V červenci 2024 si 28. reprezentační pětkou stal hráčem, co za Skotsko položil nejvíce pětek v historii. V roce 2021 a 2025 byl součástí Britských a Irských lvů.